# Saint-Gély-du-Fesc
Saint-Gély-du-Fesc este o comună în departamentul Hérault din sudul Franței. În 2009 avea o populație de 8.658 de locuitori.

## Evoluția populației
| An        | 1975  | 1982  | 1990  | 1999  | 2006  | 2009  |
| --------- | ----- | ----- | ----- | ----- | ----- | ----- |
| Populație | 2.055 | 3.714 | 5.936 | 7.625 | 8.246 | 8.658 |